# Piazza delle Erbe
A Piazza delle Erbe az olaszországi Verona középkori vásártere. A Római Birodalom korában a fórumnak adott helyet.
A tér északi oldalán a városháza, a 84 méter magas Lamberti-torony (Torre dei Lamberti), a Bírák háza (Casa dei Giudici) és a festményekkel díszített Mazzanti-ház áll. A nyugati oldalon, amely a tér legrövidebb oldala, áll a barokk Maffei-palota (Palazzo Maffei), amelyet görög istenek szobrai díszítenek. Szemben egy fehér márványoszlop áll, amelyet Szent Márk oroszlánja, a Velencei Köztársaság szimbóluma díszít.
Az északnyugati oldal épületei közül soknak freskók ékítik a homlokzatát. A déli oldalon áll a Kereskedők háza (Casa dei Mercanti), amelyben ma egy pénzintézet, a Banca Popolare di Verona működik. Más épületek, az egykori zsidóváros magas házai a középkori lakótornyok maradványai.
A tér legrégebbi építménye a szökőkút, amelyet 1368-ban építettek. A kút nőalakja a Veronai Madonna, amely igazából egy 380-ból származó római szobor. Régi emlék még az egykori ceremóniák, ünnepélyes eskütételekre használ capitello, a négy oszlop által tartott kőtető fedte emelvény.

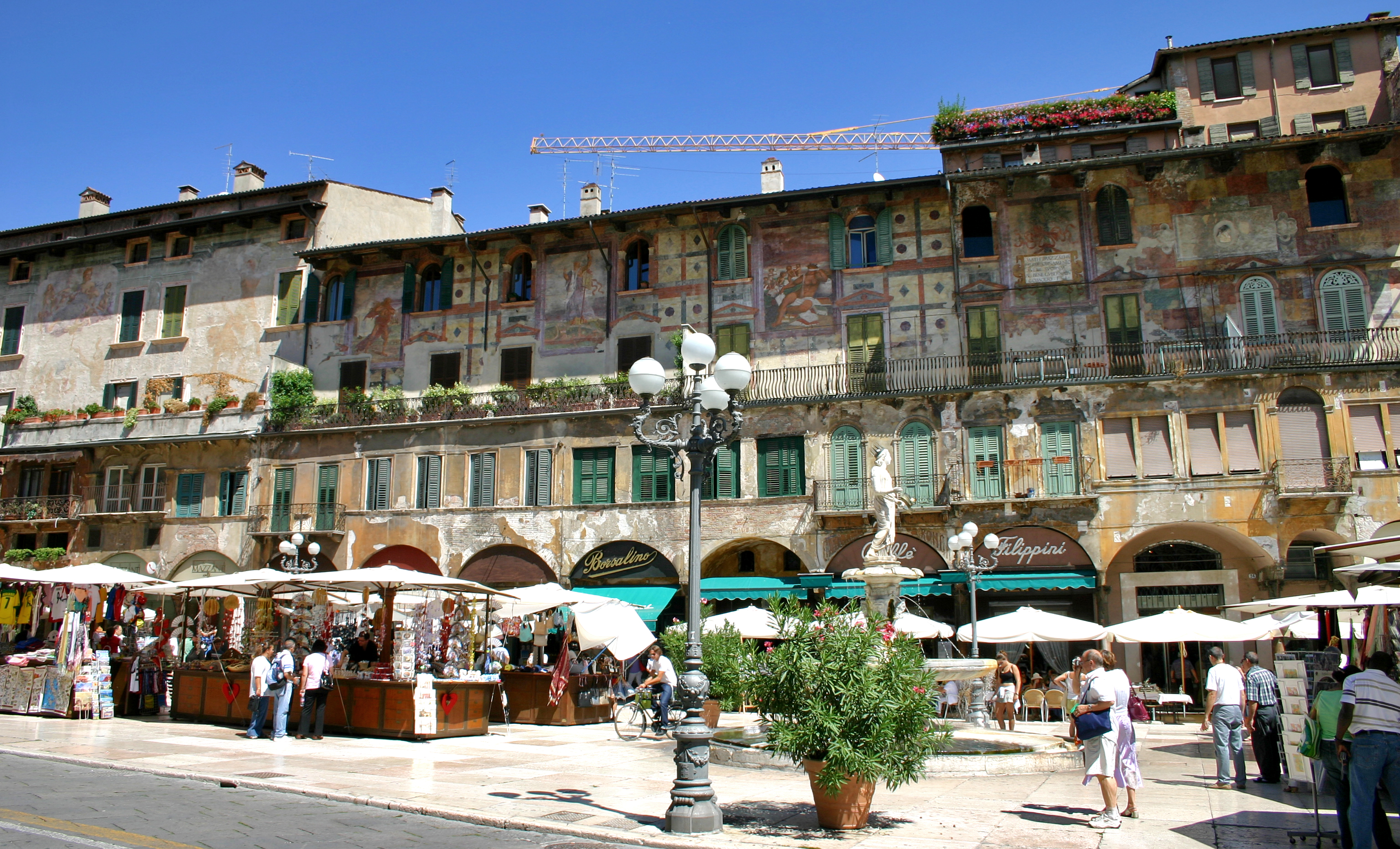
A tér
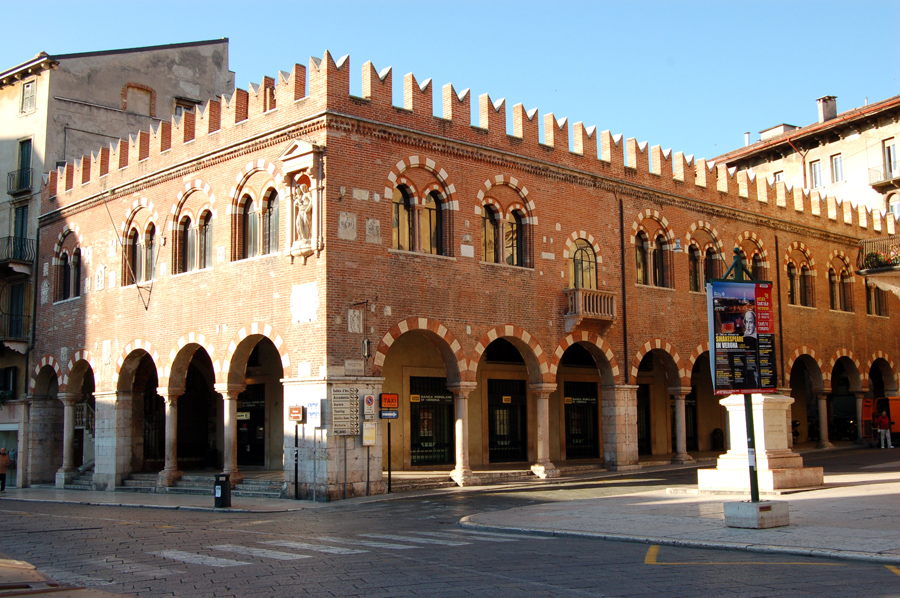
A Kereskedők háza
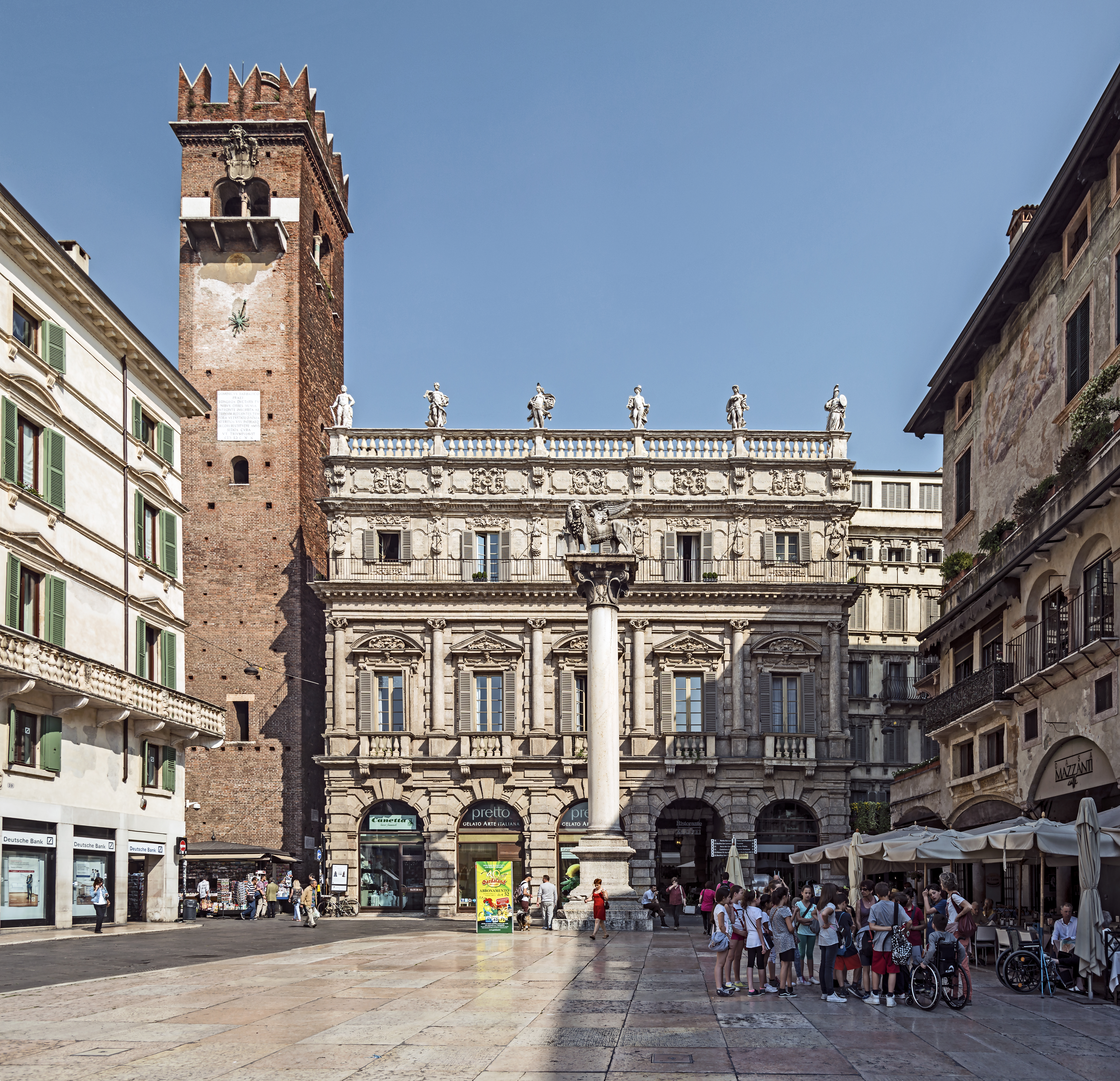
Maffei-palota
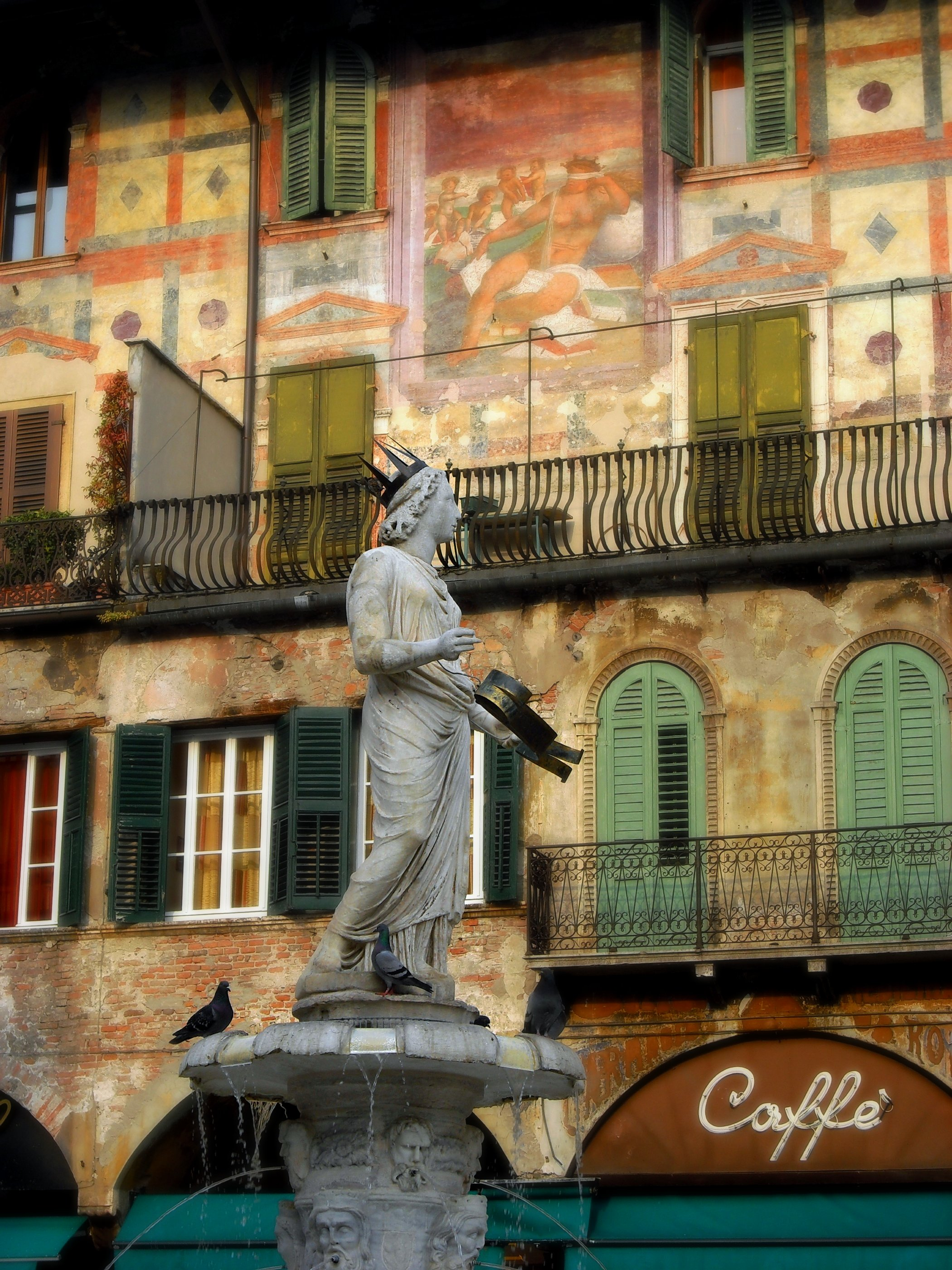
A madonna

## Fordítás
- Ez a szócikk részben vagy egészben  a   Piazza delle Erbe című angol Wikipédia-szócikk ezen változatának fordításán alapul.  Az eredeti cikk szerkesztőit annak laptörténete sorolja fel. Ez a jelzés csupán a megfogalmazás eredetét és a szerzői jogokat jelzi, nem szolgál a cikkben szereplő információk forrásmegjelöléseként.